# Ocypteromima orientalis
Ocypteromima orientalis là một loài ruồi trong họ Tachinidae.